# رتول
الرتوليّون (باللغة الرتوليّة: Myhabyr ميخيادابير ،بالروسيّة: рутулы روتوليتسي ، بالأذريّة: Rutullar روتولّار) شعب قوقازي يعيش في جنوب القوقاز على وجه التحديد في جمهوريّة داغستان الروسيّة والأجزاء الشماليّة من أذربيجان، يبلغ تعدادهم في روسيا وفق الإحصاء السكاني لعام 2010 حوالي 47200 وفي أذربيجان حوالي 47500 شخص. يتحدث الرتوليّون باللغة الرتوليّة وهي لغة تنتمي للعائلة القوقازيّة الشماليّة، كما يتكلم الرتوليّون لغات البلدان التي ينتمون إليها سيّما الروسيّة والأذربيجانيّة. اللغة الرتوليّة لم تكن لغة مكتوبة حتى عام 1990، ثقافتهم تشبه إلى حد كبير ثقافة التساخوريين وباقي الشعوب القوقازيّة التي تعيش في حوض نهر سامور. معظم الرتوليّون مسلمون سنّة ويعتبرون من أوائل الشعوب القوقازية التي اعتنقت الإسلام.